# Giancarlo Brusati
Giancarlo Brusati (Milán, 6 de marzo de 1910-Barlassina, 30 de junio de 2001) fue un deportista italiano que compitió en esgrima, especialista en la modalidad de espada.
Participó en los Juegos Olímpicos de Berlín 1936, obteniendo una medalla de oro en la prueba por equipos. Ganó dos medallas en el Campeonato Mundial de Esgrima en los años 1933 y 1934.

## Palmarés internacional
| Juegos Olímpicos   | Juegos Olímpicos   | Juegos Olímpicos | Juegos Olímpicos   |
| Año                | Lugar              | Medalla          | Prueba             |
| ------------------ | ------------------ | ---------------- | ------------------ |
| 1936               | Berlín (Alemania)  | Medalla de oro   | Espada por equipos |
| Campeonato Mundial |                    |                  |                    |
| Año                | Lugar              | Medalla          | Prueba             |
| 1933               | Budapest (Hungría) | Medalla de oro   | Espada por equipos |
| 1934               | Varsovia (Polonia) | Medalla de plata | Espada por equipos |